# 하스미 도모히로
하스미 도모히로(일본어: 蓮見 知弘, 1972년 6월 6일 ~ )는 일본의 전 축구 선수이다.

## 구단 경력
1991년 일본 사커 리그의 요미우리(베르디 가와사키)에 입단했다. 1996년부터 1998년까지 재팬 풋볼 리그의 후지쯔와 도쿄 가스에서 뛰었다. 1999년 J2리그의 베갈타 센다이로 이적했다. 2001년까지 80경기에 출전하여, 11득점을 넣었다. 2001년후 현역 은퇴.